# Muffuletta

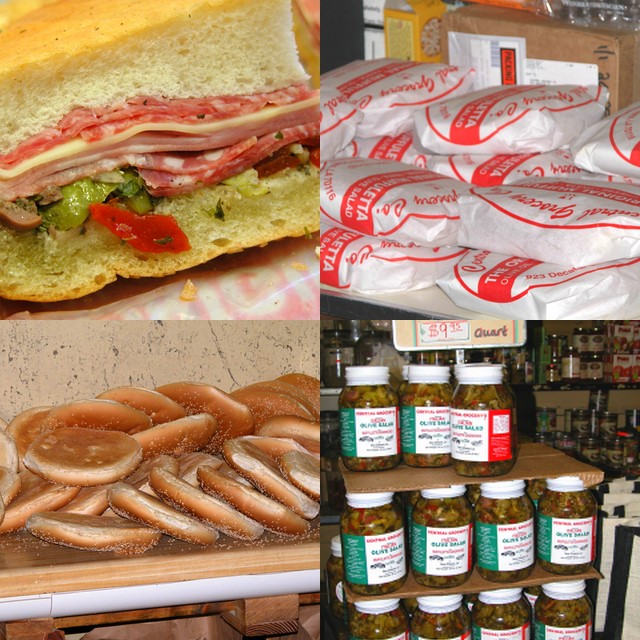
Collage de muffulettas. De arriba a la izquierda, en el sentido de las agujas del reloj: sección transversal de un muffuletta, varias unidades envueltas, ensalada especial de aceituna, rebanadas circulares de muffuletta.

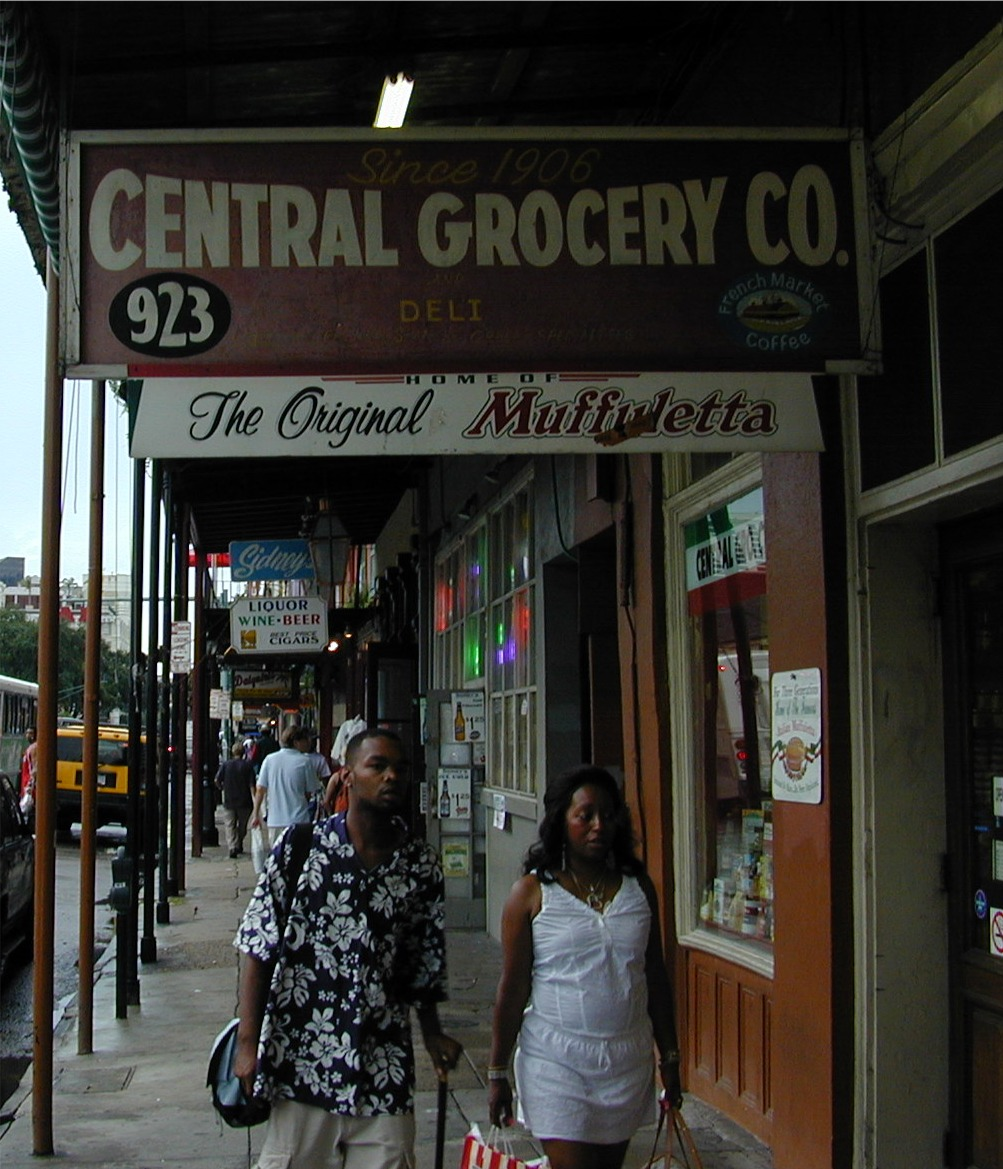
La Central Grocery, lugar de nacimiento de la muffuletta.

El muffuletta es un tipo de pan siciliano redondo con sésamo, así como también un bocadillo hecho con este tipo de pan y relleno de fiambres, quesos y un tipo de ensalada de aceitunas y encurtidos, originario de Nueva Orleans (Luisiana).

## Pan
Se trata de un pan grande, redondo, relativamente plano, con una textura recia y de unos 25 cm de diámetro. Se describe como algo parecido a la focaccia.[cita requerida]

## Bocadillo
El muffuletta típico se hace cortando el pan horizontalmente, se cubre una rebanada con una ensalada de aceitunas marinadas, y la otra se unta con aceite de oliva y se cubre con capas de capicola, salami, mortadela, emmental y provolone. A veces se calienta el muffuletta para ablandar este último. El tamaño del muffuletta es suficiente para más de una persona, por lo que muchas tiendas venden mitades o cuartos de muffuletta.
La ensalada de aceitunas consiste principalmente en aceitunas mezcladas con encurtidos como el apio, la coliflor y la  zanahoria. Los ingredientes se combinan y condimentan, se cubren con aceite de oliva y se dejan reposar durante al menos 24 horas. La ensalada de aceitunas preparada para muffulettas también puede comprarse en botes.

## Origen
La muffuletta se empezó a vender en 1906 en la Central Grocery del Barrio Francés de Nueva Orleans, regentada por Salvatore Lupo, un inmigrante siciliano. Marie's Melting Pot, el libro de recetas de 1980 escrito por Marie Lupo Tusa, hija del fundador de la Central Grocery, rastrea el origen del sándwich:

Uno de los aspectos más interesantes de la tienda de ultramarinos de mi padre es una creación única, la muffuletta. La muffuletta fue creada a principios de la década de 1900 cuando el Farmers' Market estaba en la misma zona que la tienda. La mayoría de los granjeros que vendían sus productos allí eran sicilianos. Solían venir cada día a la tienda de mi padre a por comida. Pedían algo de salami, algo de jamón, un trozo de queso, un poco de ensalada de aceituna y bien pan largo trenzado italiano o pan muffuletta redondo. Como es típico en Sicilia, lo comían todo por separado. Los granjeros solían sentarse sobre cajones o barriles e intentaban comer mientras balanceaban precariamente sus pequeñas bandejas cubiertas de comida sobre sus rodillas. Mi padre sugirió que les resultaría más fácil comer si cortaba el pan y ponía todo dentro como un sándwich, incluso si no era típicamente siciliano. Experimentó y halló que el pan trenzado italiano más grueso era demasiado duro para morderlo, pero el muffuletta redondo más tierno era ideal para su sándwich. En muy poco tiempo, los granjeros venían pidiendo simplemente una muffuletta para comer.